# Merkendorf (Turingia)
Merkendorf (Thüringen) este o comună din landul Turingia, Germania.